# Елизавета Австрийская (1554—1592)
Елизавета Австрийская (нем. Elisabeth von Österreich; 5 июля 1554, Вена — 22 января 1592, Вена) — королева Франции, жена короля Франции Карла IX.
Елизавета была пятым ребёнком и второй дочерью императора Максимилиана II и его кузины, испанской инфанты Марии, дочери Карла V и сестры короля Испании Филиппа II.

## Биография
Ребёнком она жила вместе со своей старшей сестрой Анной и братом Маттиасом в павильоне в саду Штальбурга в Вене. Там она провела счастливое детство. Отец, Максимилиан II, часто посещал её, Елизавета была его любимицей. Она была похожа на него не только внешне, но и характером: была интеллигентна и обходительна, как и отец.
Она считалась одной из красивейших принцесс Европы, с отливающими рыжим золотистыми волосами, прелестным лицом и обворожительной улыбкой. Но она была не просто прекрасна: хронист и поэт Брантом так описывал Елизавету: она была «одна из лучших, кротчайших, умнейших и добродетельнейших королев, которые с незапамятнейших времен когда-либо правили». Современники сходятся на её интеллигентности, застенчивости, добродетели, отзывчивом сердце и прежде всего на искренней набожности.
Обсуждалась перспектива брака Елизаветы с королём Дании Фредериком II, затем с Себастьяном Португальским. Идея брака с королём Франции начала рассматриваться только в 1569 году. Союз с католической страной был выгоден Франции в целях укрепления сотрудничества с династией Габсбургов и для борьбы с протестантским партиями. Брак по доверенности был заключён 22 октября 1570 года, официальная церемония состоялась 26 ноября в приграничном французском городке Шарлевиль-Мезьер. 25 марта 1571 года состоялась коронация Елизаветы.
Несмотря на католическое вероисповедание, королева не поддерживала идею истребления гугенотов во время Варфоломеевской ночи и даже помогла некоторым иностранным протестантам избежать участи их многочисленных собратьев.
Между Карлом IX и Елизаветой на протяжении всего брака сохранялись тёплые отношения, королева поддерживала супруга во время болезни. Однако король предпочитал своей супруге любовниц, среди которых была его давняя фаворитка Мари Туше. Елизавета не смогла удовлетворить желания всего королевского семейства и двора, так как ей не удалось родить королю сына. 27 октября 1572 года она родила дочь Марию Елизавету, которая прожила всего пять лет и скончалась в 1578 году.
Смерть Карла IX в мае 1574 года вынудила Елизавету покинуть Францию, и вдовствующая королева по настоянию отца вернулась в Вену. Ей поступали предложения брака от многих претендентов, в том числе и от испанского короля Филиппа II, похоронившего свою четвёртую жену.
После отъезда из Франции Елизавета Австрийская продолжала поддерживать дружеские отношения со своей золовкой Маргаритой Валуа, которые связывали их и ранее, и даже помогала ей материально.
Свои последние годы вдовствующая королева окончила в монастыре клариссинок, который сама же и основала. Здесь она и умерла 22 января 1592 года, была похоронена при монастыре. Позже её останки перевезли в Вену и захоронили рядом с её родственниками королевской крови.